# René Préval
René Préval, född 17 januari 1943 i Port-au-Prince, död 3 mars 2017 i Port-au-Prince, var Haitis president under åren 2006-2011. Han tjänstgjorde även som president 7 februari 1996-7 februari 2001. Han var också landets premiärminister från februari till oktober 1991.
Préval föddes i huvudstaden Port-au-Prince men växte upp i Marmelade nära Cap-Haïtien. Han utbildade sig i Belgien och Italien och var även bosatt i USA, innan han återvände till Haiti och involverade sig i politik och välgörenhet. När Jean-Bertrand Aristide blev president utnämndes Préval till premiärminister, en post han innehade tills han tvingades i exil efter militärkuppen den 30 september 1991. 1996 valdes han till president och förblev president till 2001. 2006 valdes han på nytt i ett långdraget val.